# Olympische Sommerspiele 1912/Leichtathletik – Crosslauf (Männer)

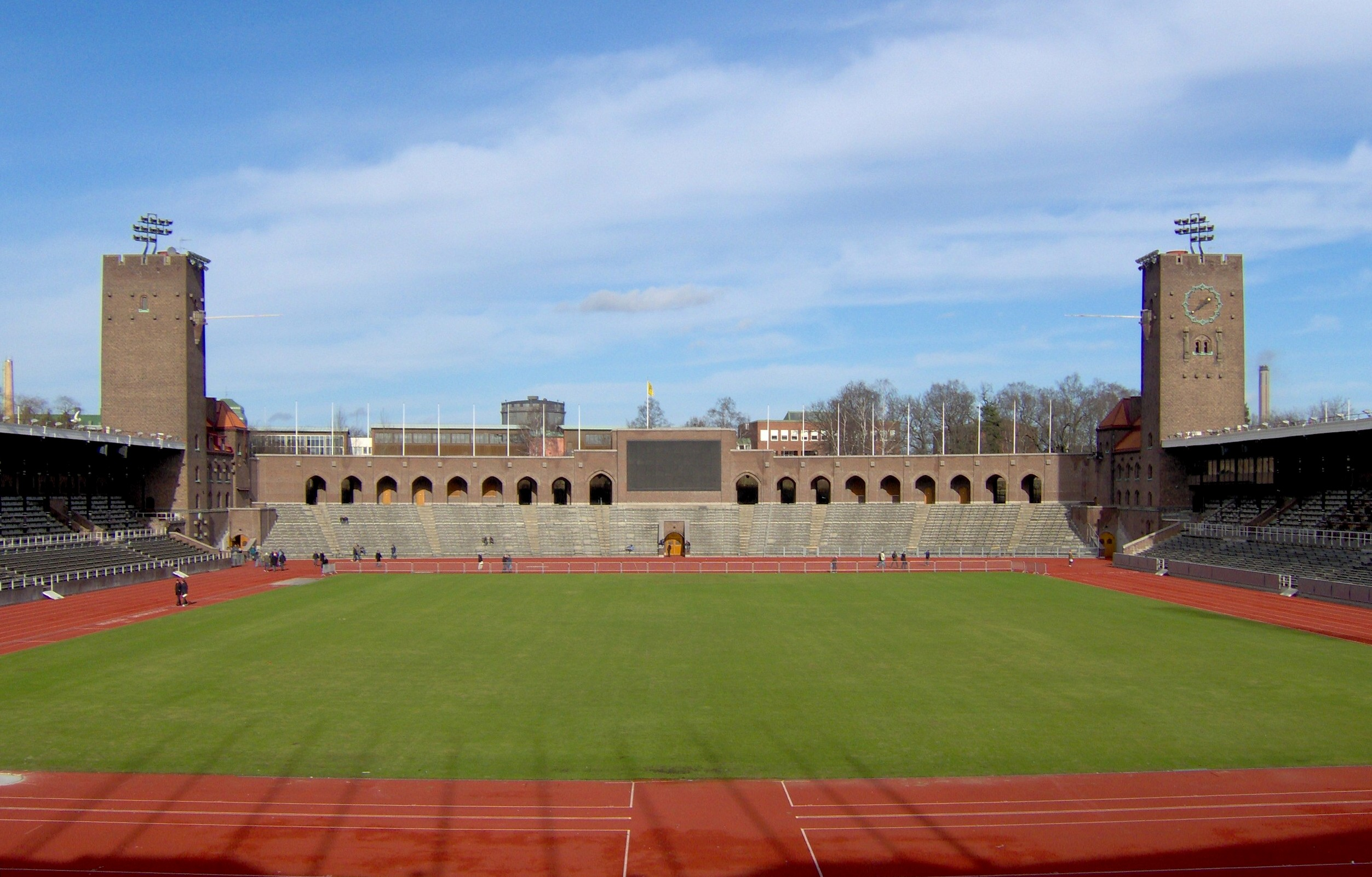
Das Stockholmer Olympiastadion

Der Crosslauf der Männer bei den Olympischen Spielen 1912 in Stockholm – eigentliche Bezeichnung Querfeldeinlauf – wurde am 15. Juli 1912 ausgetragen. 45 Athleten nahmen daran teil. Start und Ziel war das Olympiastadion. Es war das erste Mal, dass bei Olympischen Spielen ein Crosslauf absolviert wurde. Bei diesem Rennen wurde nicht nur der Einzelsieger ermittelt, es gab auch eine Mannschaftswertung. Die Disziplin stand bis einschließlich 1924 auf dem olympischen Programm und wurde anschließend wieder gestrichen.
Olympiasieger wurde der Finne Hannes Kolehmainen vor den beiden Schweden Hjalmar Andersson und John Eke. In der Mannschaftswertung gewann Schweden (Hjalmar Andersson, John Eke, Josef Ternström) vor Finnland (Hannes Kolehmainen, Jalmari Eskola, Albin Stenroos) und Großbritannien (Frederick Hibbins, Ernest Glover, Thomas Humphreys).

## Streckenlänge
Die Länge des Laufes von Stockholm wird in vielen Quellen mit ca. 8000 Metern angegeben. Dies erscheint allerdings aufgrund der erzielten Zeiten nur schwer nachvollziehbar, denn dann müssten die Teilnehmer eher über die Strecke geschlichen als gelaufen sein. Auch der Vergleich mit den Zeiten, die bei den Olympischen Spielen 1920 erzielt wurden, macht deutlich, dass die Strecke hier in Stockholm erheblich länger gewesen sein muss. Diese Annahme deckt sich auch mit der Streckenbeschreibung, aus der hervorgeht, dass die Summe zweier Teilstrecken außerhalb des Stadions schon alleine 8000 Meter ergibt.

## Rekorde
Aufgrund der nicht standardisierten Streckenlängen sowie der unterschiedlichen Geländebeschaffenheiten bei Crosslauf-Wettbewerben macht das Führen von Bestenlisten und Rekorden keinen Sinn.

## Durchführung des Wettbewerbs
Der Start des Rennens erfolgte im Olympiastadion. Die Läufer legten eine Viertelrunde zurück und liefen dann in nördlicher Richtung weiter. Es folgte ein 4000 Meter langer Querfeldeinkurs, anschließend ging es zurück ins Stadion. Hier legten die Läufer eine Stadionrunde zurück und liefen den Kurs ein zweites Mal. Nach Ankunft im Stadium war eine weitere Stadionrunde zu laufen.

## Einzelwertung

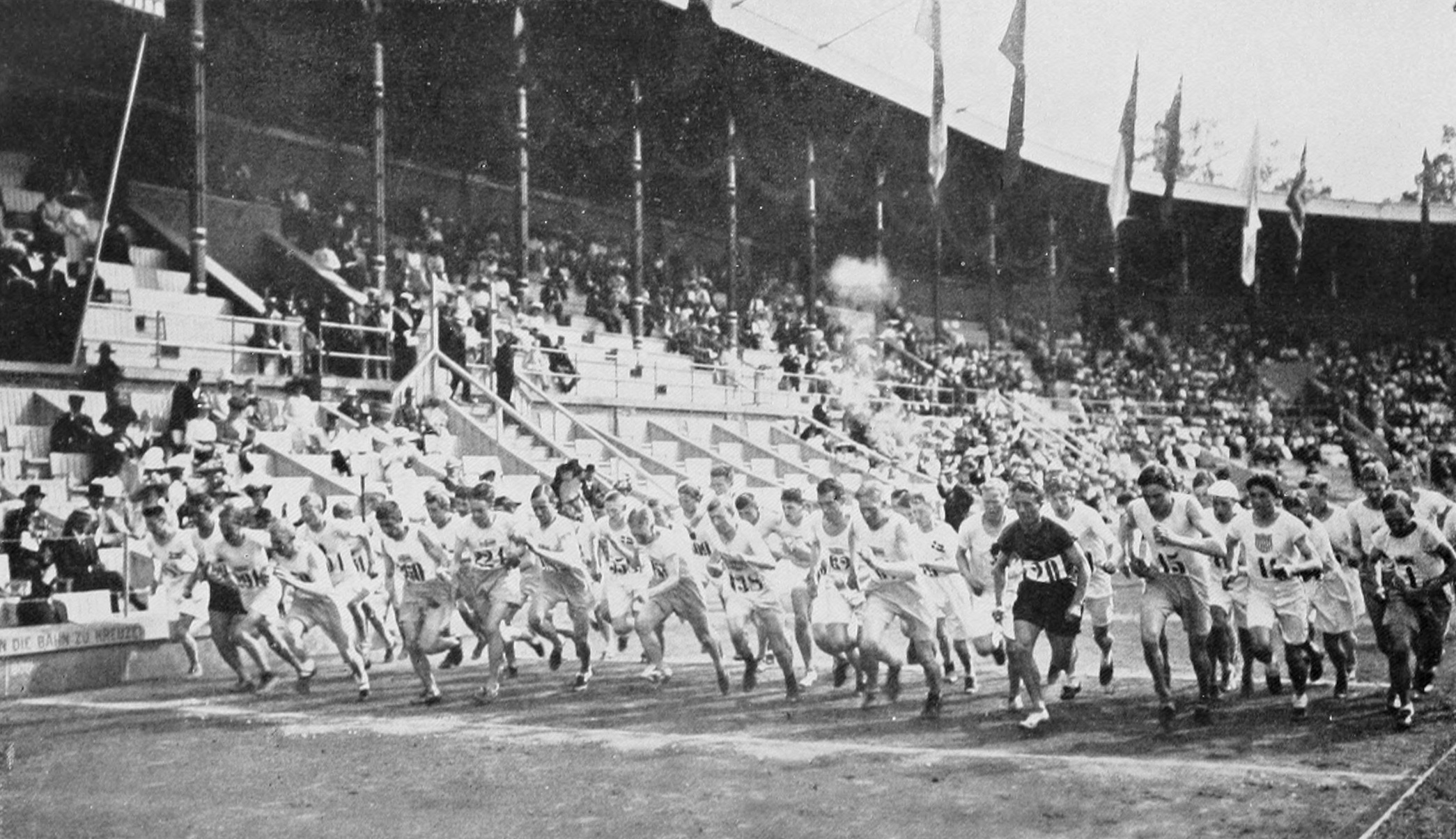
Start des Crosslaufs

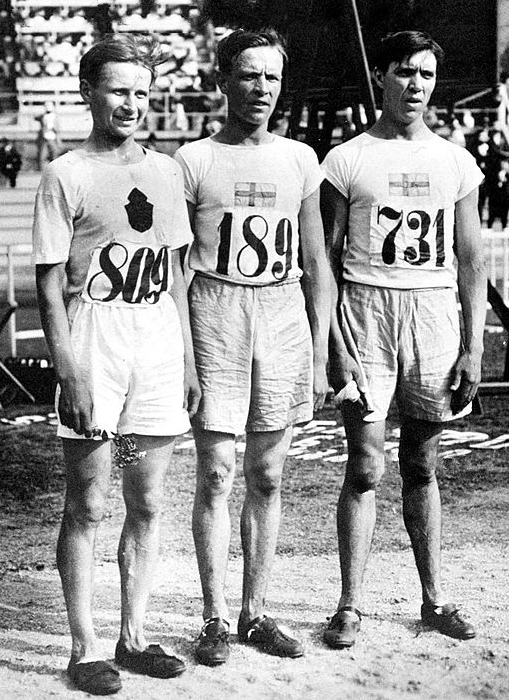
Die Medaillengewinner (v. l. n. r.): Hannes Kolehmainen, Hjalmar Andersson, John Eke

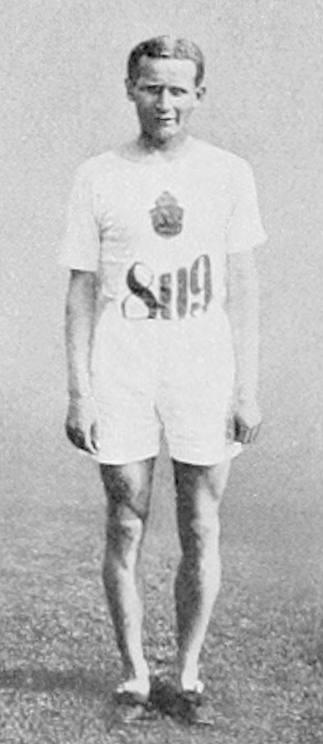
Hannes Kolehmainen – Gold im Einzel, Silber mit der Mannschaft

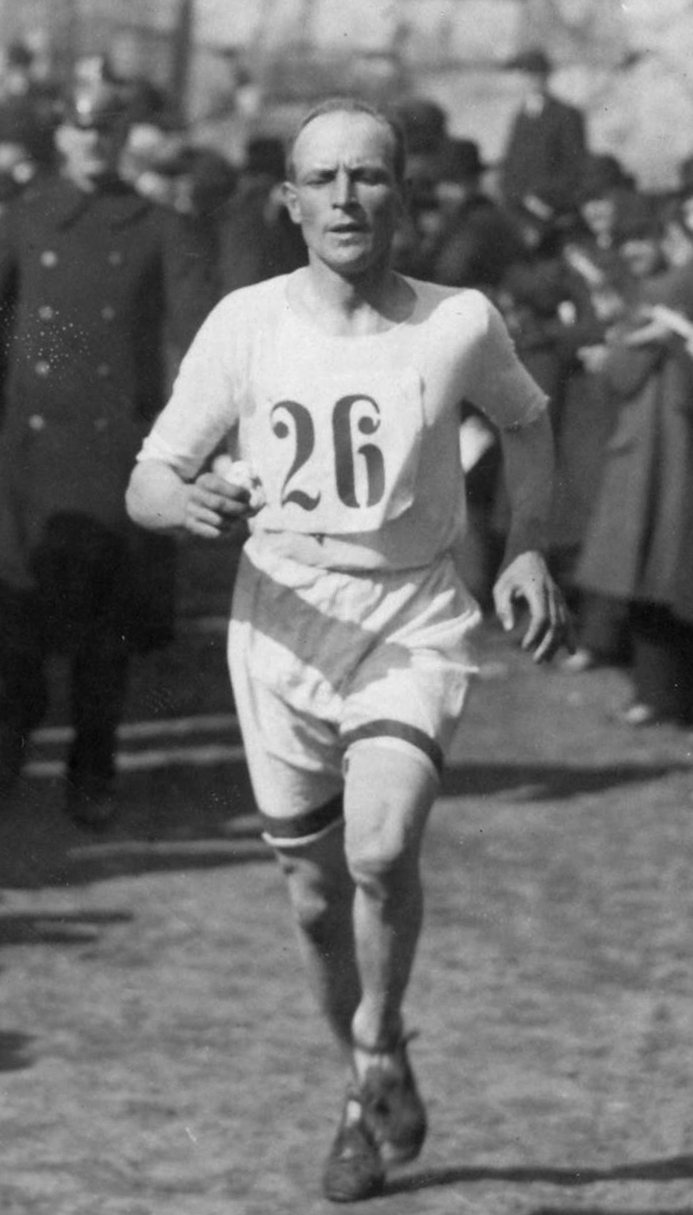
Hjalmar Andersson – Silber m Einzel, Gold mit der Mannschaft

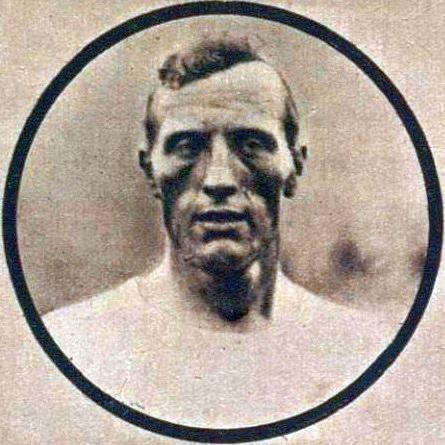
Der sechstplatzierte Albin Stenroos wurde 1924 Olympiasieger im Marathonlauf

Datum: 15. Juli 1912
| Platz | Name                 | Nation                  | Zeit        | Anmerkung |
| ----- | -------------------- | ----------------------- | ----------- | --------- |
| 1     | Hannes Kolehmainen   | Großfürstentum Finnland | 45:11,6 min |           |
| 2     | Hjalmar Andersson    | Schweden                | 45:44,8 min |           |
| 3     | John Eke             | Schweden                | 46:37,6 min |           |
| 4     | Jalmari Eskola       | Großfürstentum Finnland | 46:54,8 min |           |
| 5     | Josef Ternström      | Schweden                | 47:07,1 min |           |
| 6     | Albin Stenroos       | Großfürstentum Finnland | 47:23,4 min |           |
| 7     | Ville Kyrönen        | Großfürstentum Finnland | 47:32,0 min |           |
| 8     | Leonard Richardson   | Südafrikanische Union   | 47:33,5 min |           |
| 9     | Brynolf Larsson      | Schweden                | 47:37,4 min |           |
| 10    | Johan Sundkvist      | Schweden                | 47:40,0 min |           |
| 11    | Viljam Johansson     | Großfürstentum Finnland | 48:03,0 min |           |
| 12    | Harry Hellawell      | USA                     | 48:12,0 min |           |
| 13    | Klas Lundström       | Schweden                | 48:45,4 min |           |
| 14    | Lauritz Christiansen | Dänemark                | 49:06,4 min |           |
| 15    | Frederick Hibbins    | Großbritannien          | 49:18,2 min |           |
| 16    | Ernest Glover        | Großbritannien          | 49:53,7 min |           |
| 17    | Bror Fock            | Schweden                | 50:15,8 min |           |
| 18    | Thomas Humphreys     | Großbritannien          | 50:28,0 min |           |
| 19    | Olaf Hovdenak        | Norwegen                | 50:40,8 min |           |
| 20    | Parelius Finnerud    | Norwegen                | 51:16,2 min |           |
| 21    | Gustaf Carlén        | Schweden                | 51:26,8 min |           |
| 22    | Johannes Andersen    | Norwegen                | 51:47,4 min |           |
| 23    | Viggo Pedersen       | Dänemark                | 53:00,8 min |           |
| 24    | Louis Scott          | USA                     | 53:51,4 min |           |
| 25    | Väinö Heikkilä       | Großfürstentum Finnland | 54:08,0 min |           |
| 26    | Gerhard Topp         | Dänemark                | 54:24,9 min |           |
| 27    | Gregor Vietz         | Deutsches Reich         | 54:40,6 min |           |
| 28    | Steen Rasmussen      | Dänemark                | 55:27,0 min |           |
| DNF   | Holger Baden         | Dänemark                |             |           |
| DNF   | Tell Berna           | USA                     |             |           |
| DNF   | George Bonhag        | USA                     |             |           |
| DNF   | Jean Bouin           | Frankreich              |             |           |
| DNF   | Joe Cottrill         | Großbritannien          |             |           |
| DNF   | Nils Dahl            | Norwegen                |             |           |
| DNF   | Fritz Danild         | Dänemark                |             |           |
| DNF   | Efraim Harju         | Großfürstentum Finnland |             |           |
| DNF   | Edvin Hellgren       | Schweden                |             |           |
| DNF   | Karl Julius Jensen   | Dänemark                |             |           |
| DNF   | John Klintberg       | Schweden                |             |           |
| DNF   | William Kramer       | USA                     |             |           |
| DNF   | Axel Lindahl         | Schweden                |             |           |
| DNF   | Aarne Lindholm       | Großfürstentum Finnland |             |           |
| DNF   | Henrik Nordström     | Schweden                |             |           |
| DNF   | Emmerich Rath        | Österreich              |             |           |
| DNF   | William Scott        | Großbritannien          |             |           |

Zunächst gab es wie über 5000 Meter den Zweikampf zwischen Hannes Kolehmainen und Jean Bouin. Der Franzose verlor dann etwas überraschend schon auf der Strecke den Kontakt, obwohl er eigentlich als Spezialist für solche Rennen galt. U. a. hatte er den Cross der Nationen 1911 und 1912 gewonnen. Anschließend gab Bouin auf und Kolehmainen gewann mit mehr als einer halben Minute Vorsprung.
Hannes Kolehmainen gewann in diesem Rennen seine dritte Goldmedaille bei den Spielen von 1912. Hinzu kam noch die Silbermedaille in der Teamwertung. Damit war er der zweiterfolgreichste Teilnehmer bei diesen Spielen hinter dem schwedischen Sportschützen Vilhelm Carlberg.

## Mannschaftswertung
Datum: 15. Juli 1912
| Platz | Nation                  | Besetzung                                                                                         | Punkte |
| ----- | ----------------------- | ------------------------------------------------------------------------------------------------- | ------ |
| 1     | Schweden                | Hjalmar Andersson (2. – 45:44,8) John Eke (3. – 46:37,6) Josef Ternström (5. – 47:07,1)           | 10     |
| 2     | Großfürstentum Finnland | Hannes Kolehmainen (1. – 45:11,6) Jalmari Eskola (4. – 46:54,8) Albin Stenroos (6. – 47:23,4)     | 11     |
| 3     | Großbritannien          | Frederick Hibbins (15. – 49:18,2) Ernest Glover (16. 49:53,7) Thomas Humphreys (18. – 50:28,0)    | 49     |
| 4     | Norwegen                | Olaf Hovdenak (19. – 50:40,8) Parelius Finnerud (20. – 51:16,2) Johannes Andersen (22. – 51:47,4) | 61     |
| 5     | Dänemark                | Lauritz Christiansen (14. – 49:06,4) Viggo Pedersen (23. – 53:00,8) Gerhard Topp (26. – 54:24,9)  | 63     |

Gewertet wurde wie im 3000-Meter-Mannschaftslauf die reine Platzierung der jeweils besten drei eines Landes. Diese Platzierungen wurden addiert, die Reihenfolge ergab sich aus den jeweils niedrigsten Summen. Die Mannschaft mit den wenigsten Punkten wurde Olympiasieger.
Insgesamt kamen fünf Mannschaften – Dänemark, Finnland, Großbritannien, Norwegen und Schweden – in die Wertung. Sie wiesen die erforderliche Mindestanzahl von drei Läufern im Ziel auf. Deutschland, Frankreich, Österreich und Südafrika mit jeweils einem Starter konnten nicht berücksichtigt werden.

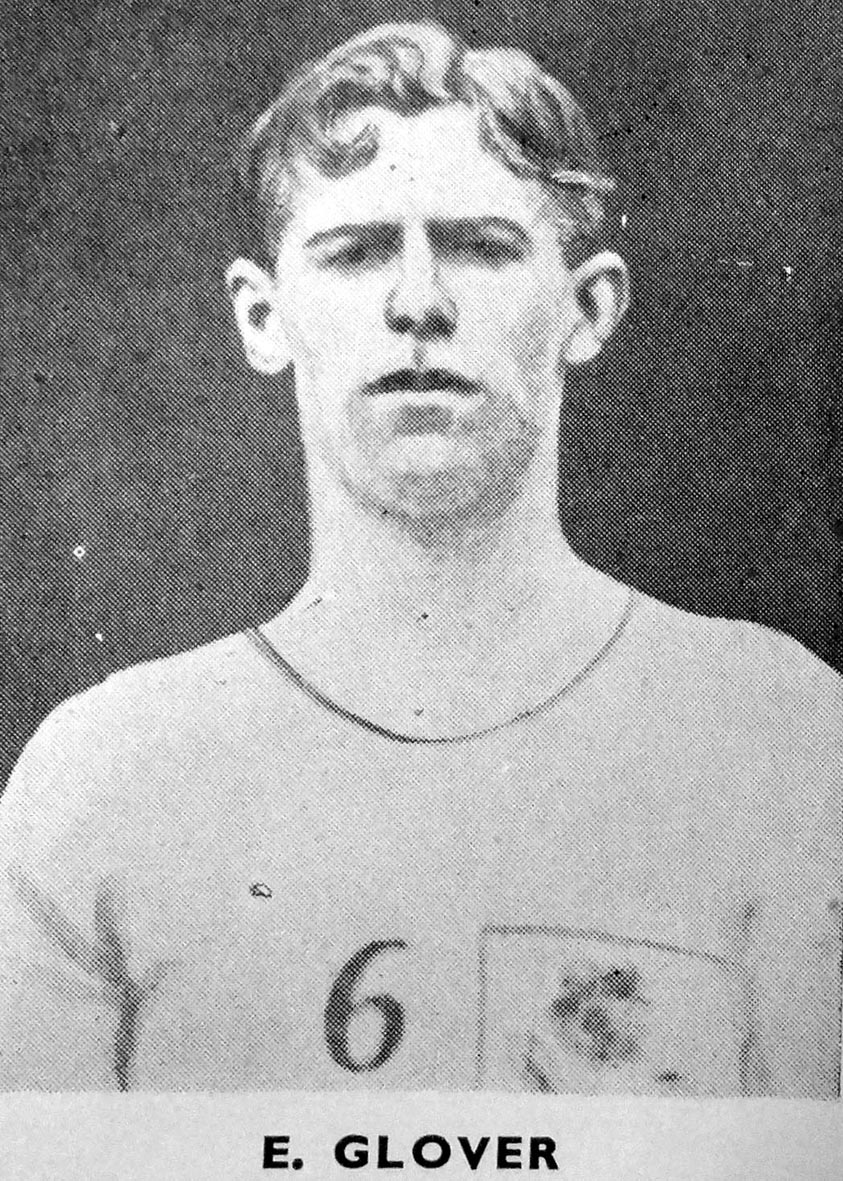
Ernest Glover erreichte Platz sechzehn
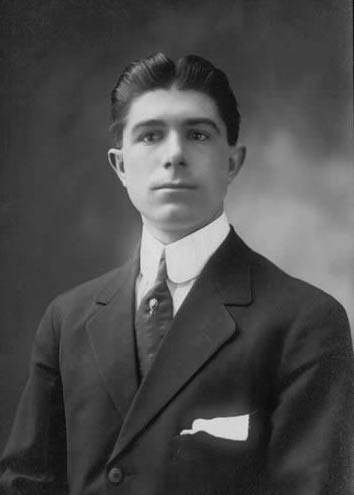
Louis Scott belegte Rang 24
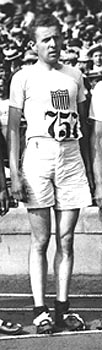
Tell Berna musste aufgeben
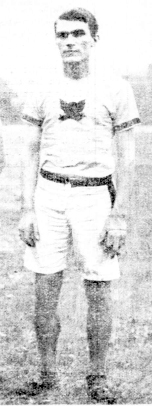
George Bonhag kam nicht ins Ziel
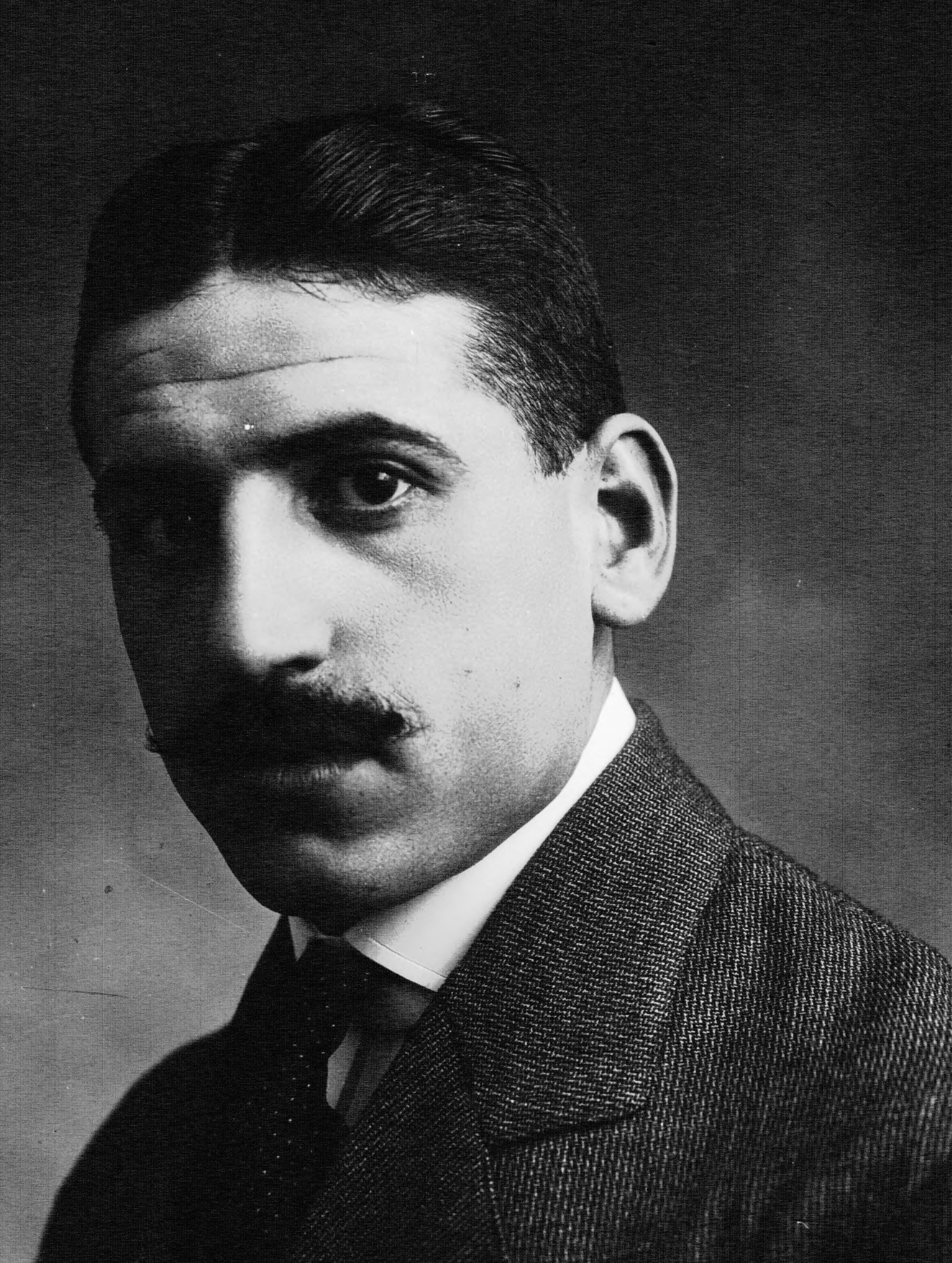
Jean Bouin – Rennen nicht beendet
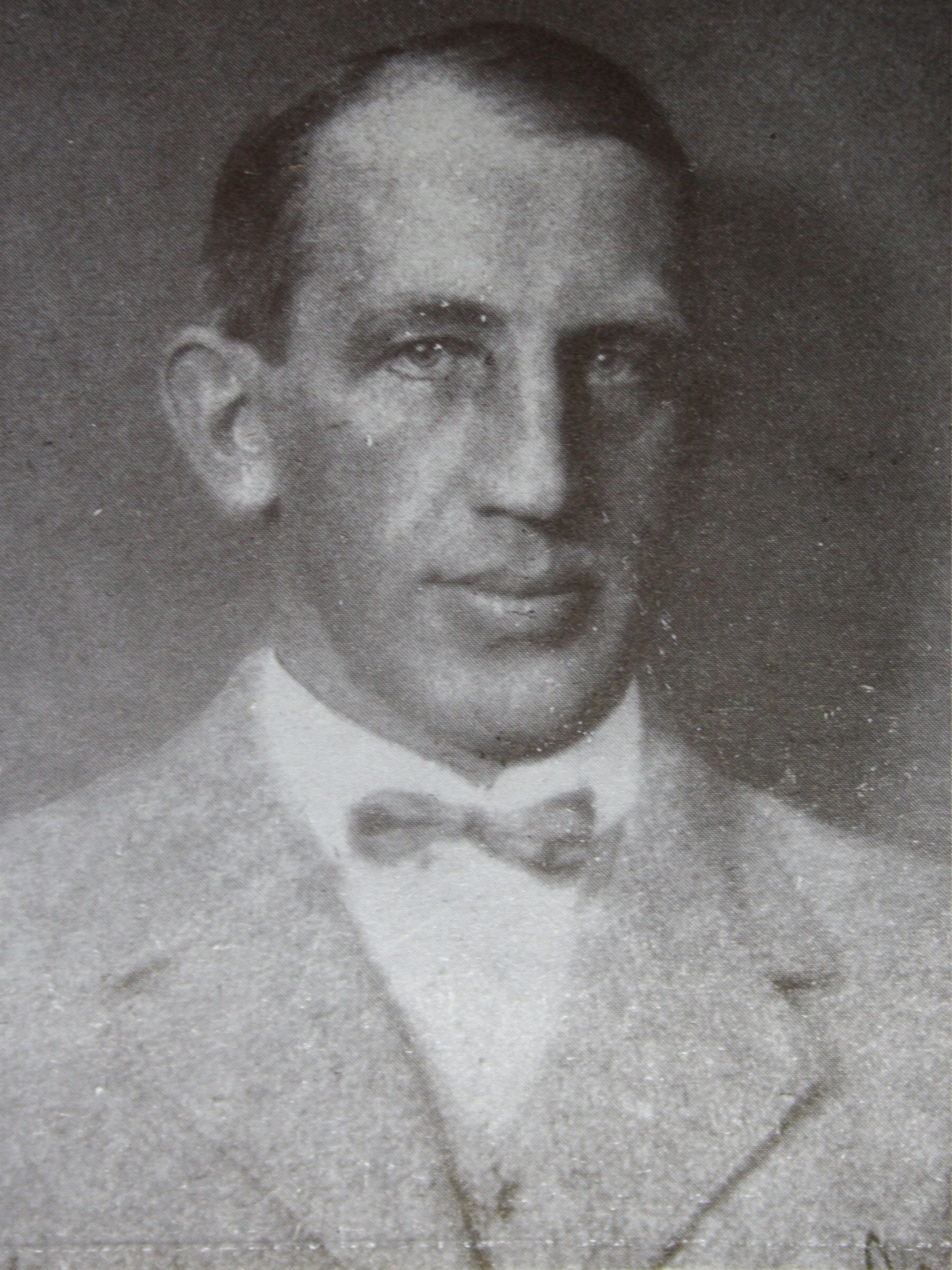
Emmerich Rath – Rennen nicht beendet
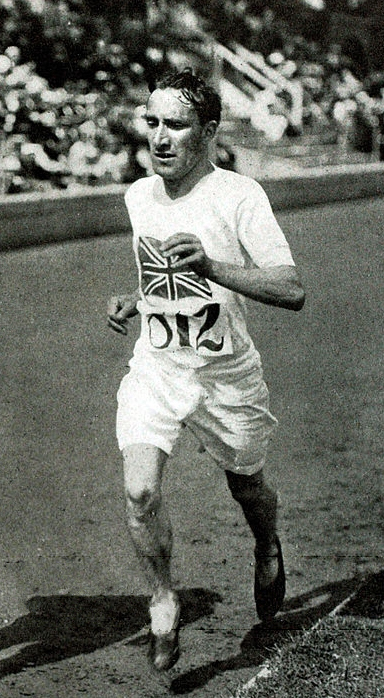
William Scott – Rennen nicht beendet